# Guanajuato (stat)
 For alternative betydninger, se Guanajuato. (Se også artikler, som begynder med Guanajuato)
Guanajuato er navnet på en delstat i Mexicos centrale højland, samt også navnet på delstatens hovedstad, Guanajuato
Guanajuato deler grænser med delstaterne San Luis Potosi, Queretaro, Michoacan og Jalisco. Den har et areal på 30.589 km². I 2003 var dens anslåede indbyggertal 4.855.000. ISO 3166-2-koden er MX-GUA.
Efter det centrale Mexico og kysten ved den Mexicanske Golf, var Guanajuato et af de første områder i Mexico som blev koloniseret af spanierne, i 1520'erne, på grund af dens rige sølv-forekomster. I dag er Guanajuatos miner stadig blandt verdens bedst producerende sølvminer. Delstaten producerer også tin, guld, kobber, bly, kviksølv og opaler.
Foruden hovedstaden ligger de større byer Celaya, León de los Aldamas, Salamanca, Irapuato, San Miguel de Allende samt Dolores Hidalgo hvor Miguel Hidalgo holdt en tale med opfordring til at gøre Mexico uafhængig (se Grito de Dolores).